# Пролетарский авангард (фабрика)
Комплекс зданий текстильной фабрики «Пролетарский авангард» (до октябрьской революции Прохоровская мануфактура) состоит из производственных и бытовых построек, в основном конца XIX — начала XX века, и находится на западной окраине города Вышний Волочёк.
На 2024 год все постройки бывшей фабрики административно объединены в улицу «Двор фабрики Пролетарский Авангард» с 51 строением, многие из которых, постановлением Законодательного собрания Тверской области № 296 П-2 от 27 мая 1999 года отнесены к категории объектов градостроительства и архитектуры культурного наследия регионального значения. Памятниками объявлены следующие здания: по адресу улица Двор фабрики Пролетарский Авангард, дома № 7, 8, 9, 10 и 11 и собственно здание фабрики (выявленный памятник), все снесены в 2021 году . Под № 31 находится памятник архитектуры — дом Прохоровых. Здания с № с 7 по 11 — комплекс больницы для рабочих Прохоровской мануфактуры, из которых здание № 7 — дом врача, под № 8 — дом фельдшера, № 9 — дом обслуживающего персонала. Собственно больница находилась в доме № 10 и по тому же адресу — кухня. Инфекционное отделение больницы — строение под № 11.

## История фабрики

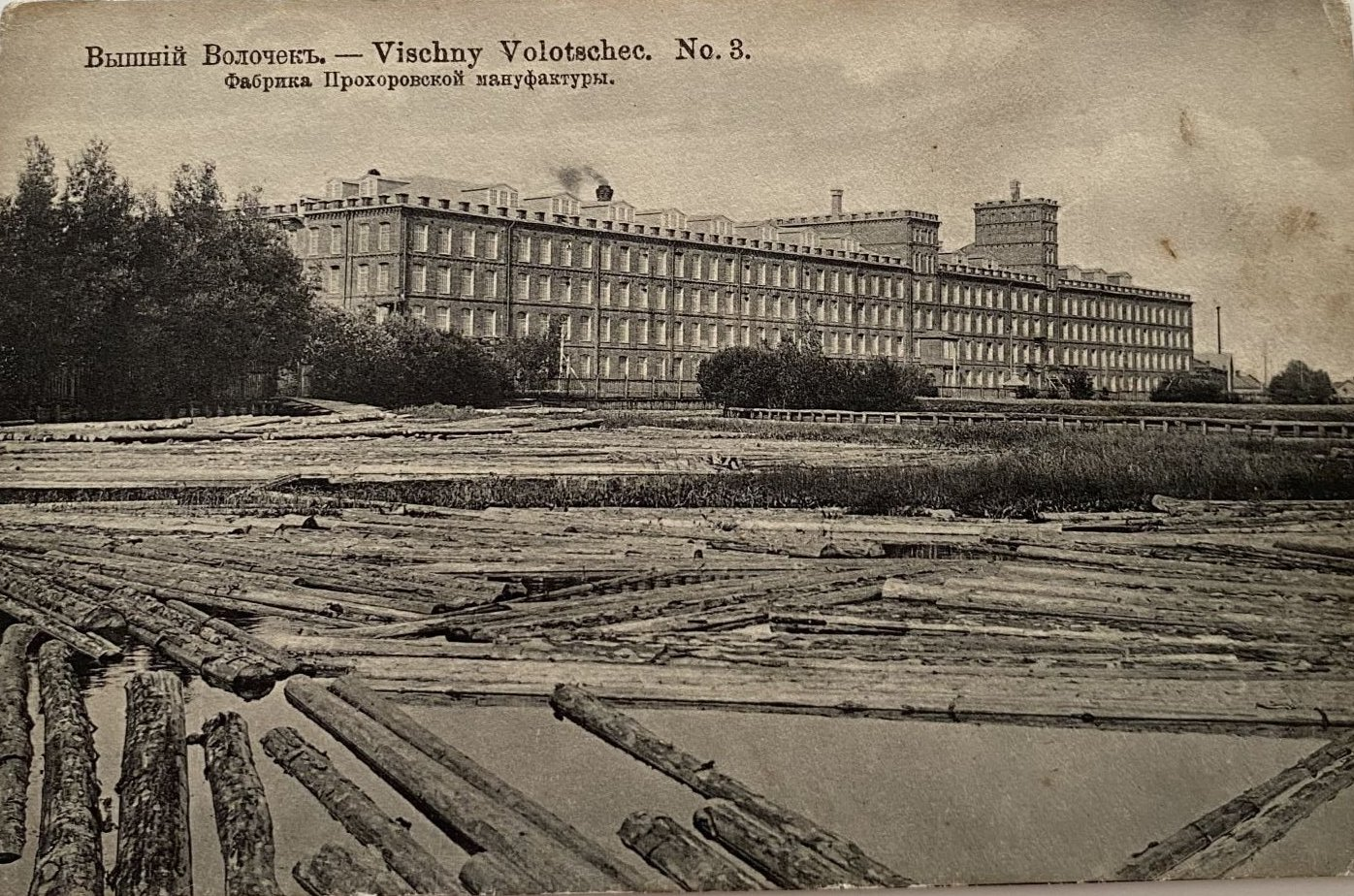
Фото Прохоровской мануфактуры. XIX век

У «Пролетарского авангарда» богатая история. Здание построил в 1880 году предприниматель Козьма Прохоров. Вместе с сыновьями Василием и Иваном он основал здесь текстильную «Прохоровскую мануфактуру». Впоследствии фабрика несколько раз перестраивалась, превратившись в итоге в «архитектурную доминанту»: перед Октябрьской революцией это было самое высокое сооружение Вышнего Волочка. Рядом с предприятием возвели больницу, корпуса для рабочих, учебные учреждения. В советское время комплекс национализировали, фабрика сменила название на «Пролетарский авангард» и работала весь XX век.
«Первый тревожный сигнал прозвучал в 2002 году: фабрику закрыли, — рассказал член Тверского регионального отделения Всероссийского общества охраны памятников истории и культуры (ВООПИиК) Денис Ивлев. — Тогдашние хозяева „выпилили“ все станки и на фурах вывезли их в лом. Но самой большой потерей тех лет стали архив с личными делами и фабричный музей».
Компания «Текстильщик» купила фабрику в 2006—2007 годах. С этого времени бывшая мануфактура начала умирать ещё быстрее. «Руководству фирмы не раз направлялись требования устранить нарушения закона об охране памятников, но оно их игнорировало», — сообщили в администрации Вышневолоцкого городского округа. Неизвестные буквально растаскивали историческое здание по частям: сначала пропала крыша, затем металлические опоры. Как считают в ВООПИиК, именно это и привело в итоге сначала к обрушению, а затем и к решению о сносе.
Комиссия вышневолоцкой администрации приняла решение[когда?]

 о сносе «Пролетарского авангарда», так как полуразрушенная конструкция стала представлять опасность для людей.